# Éternoz
Éternoz est une ancienne commune française située dans le département du Doubs, la région culturelle et historique de Franche-Comté et la région administrative Bourgogne-Franche-Comté. Elle est créée en 1973 par l'association des anciennes communes d'Alaise, Coulans-sur-Lizon, Doulaize et Refranche. Le 1er janvier 2025, elle fusionne avec la commune de Saraz pour former la commune nouvelle d'Éternoz-Vallée-du-Lison.

## Géographie
Construit dans un environnement rocheux, Éternoz est traversé par le ruisseau de la Vau qui sort du village par une cascade de 40 mètres pour rejoindre ensuite les gorges du Lison, avec de nombreux belvédères.
La commune est constituée, depuis 1973, par l'association de cinq communes :
- Alaise (38 hab.) : Alasia au XIIe siècle ; Elaise en 1278 ; Alaise depuis 1290[3]. Le patrimoine archéologique est composé de tumuli des âges du fer[réf. nécessaire] et de vestiges gallo-romains[réf. nécessaire]. L'église est du XIVe siècle. Divers points de vue sont fréquentés :
  - le point de vue « des feuilles », sur la route du Sel entre Éternoz et Nans-sous-Sainte-Anne ;
  - le point de vue entre Saraz et Alaise ;
  - le point de vue des vestiges d'Alaise.
- Coulans-sur-Lizon (12 hab.) : Colens en 1090 ; Colans en 1256 ; Colons en 1262 ; Colens en 1278 ; Collans au XVe siècle ; Coulans-sur-Lison par décret du 24 janvier 1922. Avec son église gothique au portail flamboyant.
- Doulaize (19 hab.) : Dolaize en 1196 ; Doulayse en 1446 ; Doulaise en 1464 ; Dolaize en 1625. On y trouve des vestiges du paléolithique.
- Refranche (42 hab.) : Refrainge en 1262 ; Refrainche en 1265 ; Reffranche en 1352 ; Refranches en 1363 ; Refrange en 1490, avec ses tumulus (âge du bronze et du fer).

|       | Lizine                | Malans               |
| Myon  | Éternoz               | Amancey Déservillers |
| Saraz | Nans-sous-Sainte-Anne | Montmahoux           |

### Climat
Pour des articles plus généraux, voir Climat de la Bourgogne-Franche-Comté et Climat du Doubs.
En 2010, le climat de la commune est de type climat de montagne, selon une étude du Centre national de la recherche scientifique s'appuyant sur une série de données couvrant la période 1971-2000. En 2020, Météo-France publie une typologie des climats de la France métropolitaine dans laquelle la commune est exposée à un climat semi-continental et est dans la région climatique Jura, caractérisée par une forte pluviométrie en toutes saisons (1 000 à 1 500 mm/an), des hivers rigoureux et un ensoleillement médiocre. 
Pour la période 1971-2000, la température annuelle moyenne est de 9,5 °C, avec une amplitude thermique annuelle de 17 °C. Le cumul annuel moyen de précipitations est de 1 379 mm, avec 13,5 jours de précipitations en janvier et 10,2 jours en juillet. Pour la période 1991-2020, la température moyenne annuelle observée sur la station météorologique installée sur la commune est de 10,5 °C et le cumul annuel moyen de précipitations est de 1 259,2 mm. 
La température maximale relevée sur cette station est de 38,7 °C, atteinte le 24 août 2023 ; la température minimale est de −18,9 °C, atteinte le 20 décembre 2009,,. 
| Mois                                  | jan.           | fév.           | mars          | avril         | mai           | juin          | jui.          | août          | sep.          | oct.          | nov.           | déc.           | année      |
| ------------------------------------- | -------------- | -------------- | ------------- | ------------- | ------------- | ------------- | ------------- | ------------- | ------------- | ------------- | -------------- | -------------- | ---------- |
| Température minimale moyenne (°C)     | −1,2           | −1,2           | 1             | 3,9           | 7,2           | 11,1          | 12,8          | 12,5          | 9             | 5,8           | 2,4            | −0,3           | 5,3        |
| Température moyenne (°C)              | 2,4            | 3,1            | 6,2           | 10,2          | 13,2          | 17,2          | 19,1          | 18,8          | 15            | 11            | 6,5            | 3,3            | 10,5       |
| Température maximale moyenne (°C)     | 5,9            | 7,4            | 11,4          | 16,5          | 19,2          | 23,3          | 25,5          | 25,1          | 20,9          | 16,1          | 10,7           | 7              | 15,8       |
| Record de froid (°C) date du record   | −16,4 24.01.17 | −18,7 06.02.12 | −10 12.03.10  | −7,5 04.04.22 | −3,1 06.05.19 | 2,4 14.06.08  | 2,9 03.07.11  | 4,1 30.08.09  | 0,3 17.09.08  | −8,5 29.10.12 | −14,1 30.11.10 | −18,9 20.12.09 | −18,9 2009 |
| Record de chaleur (°C) date du record | 18,6 01.01.23  | 21,4 24.02.21  | 24,4 31.03.21 | 27,1 21.04.18 | 31 20.05.22   | 36,3 18.06.22 | 38,2 31.07.20 | 38,7 24.08.23 | 33,4 11.09.23 | 29,8 07.10.09 | 21,9 07.11.15  | 18,9 24.12.12  | 38,7 2023  |
| Précipitations (mm)                   | 102,6          | 91,2           | 96,4          | 88,9          | 127,9         | 119           | 98,2          | 103,7         | 91,3          | 106,4         | 112,2          | 121,4          | 1 259,2    |

| Diagramme climatique                                  |             |           |             |              |             |              |               |           |              |              |            |
| J                                                     | F           | M         | A           | M            | J           | J            | A             | S         | O            | N            | D          |
| 5,9−1,2102,6                                          | 7,4−1,291,2 | 11,4196,4 | 16,53,988,9 | 19,27,2127,9 | 23,311,1119 | 25,512,898,2 | 25,112,5103,7 | 20,9991,3 | 16,15,8106,4 | 10,72,4112,2 | 7−0,3121,4 |
| Moyennes : • Temp. maxi et mini °C • Précipitation mm |             |           |             |              |             |              |               |           |              |              |            |

Les paramètres climatiques de la commune ont été estimés pour le milieu du siècle (2041-2070) selon différents scénarios d'émission de gaz à effet de serre à partir des nouvelles projections climatiques de référence DRIAS-2020. Ils sont consultables sur un site dédié publié par Météo-France en novembre 2022.

## Urbanisme

### Typologie
Au 1er janvier 2024, Éternoz est catégorisée commune rurale à habitat dispersé, selon la nouvelle grille communale de densité à 7 niveaux définie par l'Insee en 2022.
Elle est située hors unité urbaine. Par ailleurs la commune fait partie de l'aire d'attraction de Besançon, dont elle est une commune de la couronne,. Cette aire, qui regroupe 310 communes, est catégorisée dans les aires de 200 000 à moins de 700 000 habitants,.

### Occupation des sols
L'occupation des sols de la commune, telle qu'elle ressort de la base de données européenne d’occupation biophysique des sols Corine Land Cover (CLC), est marquée par l'importance des forêts et milieux semi-naturels (59,7 % en 2018), une proportion identique à celle de 1990 (59,7 %). La répartition détaillée en 2018 est la suivante : forêts (59,7 %), prairies (20,6 %), zones agricoles hétérogènes (13,8 %), terres arables (4,8 %), zones urbanisées (1,1 %). L'évolution de l’occupation des sols de la commune et de ses infrastructures peut être observée sur les différentes représentations cartographiques du territoire : la carte de Cassini (XVIIIe siècle), la carte d'état-major (1820-1866) et les cartes ou photos aériennes de l'IGN pour la période actuelle (1950 à aujourd'hui).

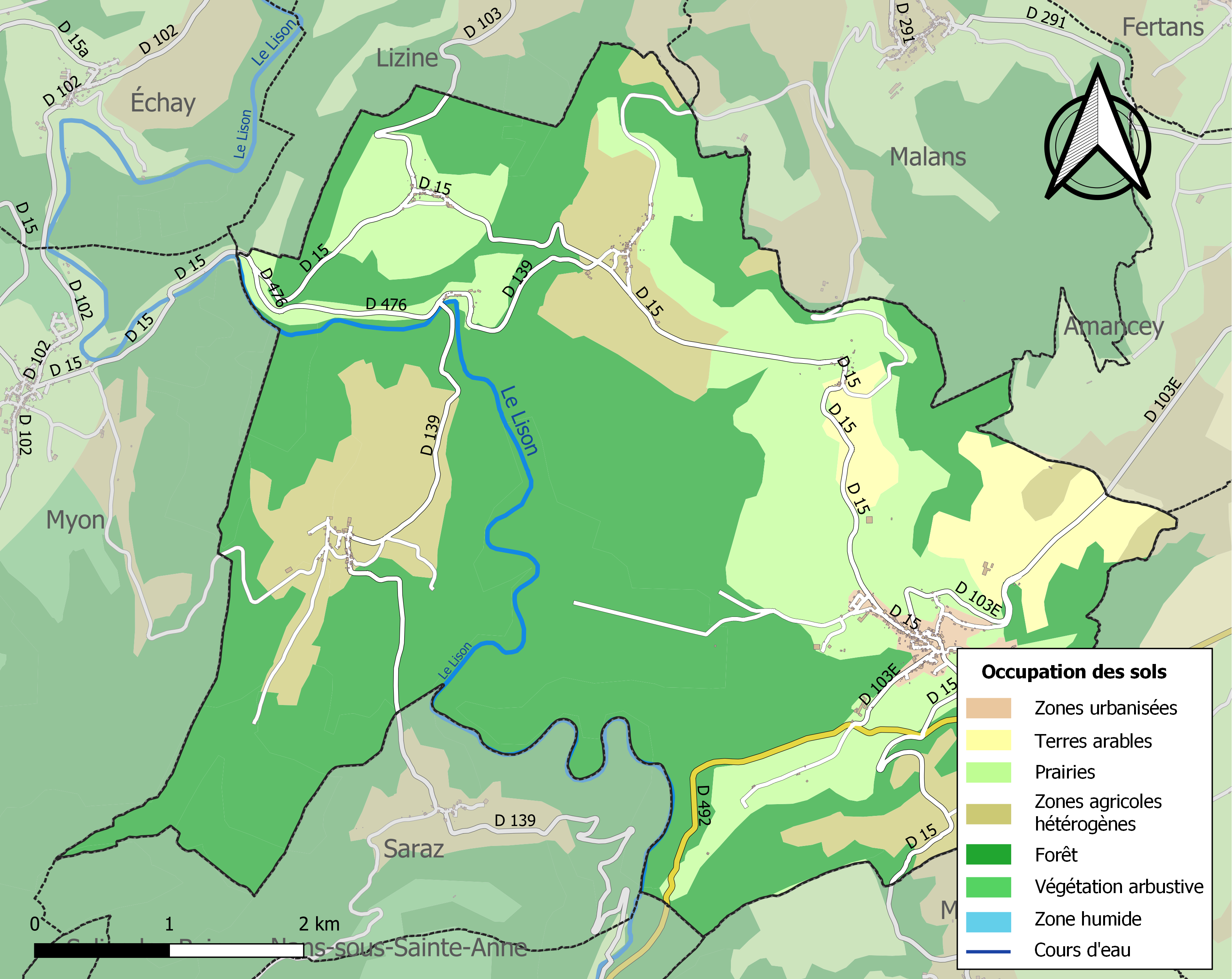
Carte des infrastructures et de l'occupation des sols de la commune en 2018 (CLC).

### Toponymie
Esternoz en 1262 ; Esternos en 1275 ; Esternoch en 1280 ; Esternoz dessoz Monmaour en 1294 ; Sternol au XIVe siècle. Le toponyme semble germanique : « vallée de hêtres ».

## Histoire

### Une Alésia séquane?
En 1855, l'architecte Alphonse Delacroix a soutenu devant la Société d'Émulation du Doubs l'identification d'Alésia au site d'Alaise, en territoire séquane. Cette thèse comtoise a été soutenue par Jules Quicherat et Ernest Desjardins (lequel s'est rétracté par la suite), puis elle a été reprise par Georges Colomb. Cette thèse, largement soutenue au XIXe siècle et dans la première moitié du XXe siècle, permettrait d'expliquer de nombreux détails du récit de César, et de comprendre pourquoi César parle de « l'oppidum des Mandubiens » (Man Dubis = hommes du Doubs, selon une étymologie discutée). Dans cette thèse « Alaise = Alésia », la bataille décisive opposant César à l'armée de secours commandée par Vercassivellaunos aurait eu lieu sur le plateau de Doulaize, commune également associėe avec Éternoz.
Toutefois, les fouilles pratiquées dans les années 1952 à 1954 n'ont pas permis de trouver des traces probantes d'un siège romain, ni d'un oppidum gaulois.
Selon Albert Dauzat et Charles Rostaing, le nom d'Alaise serait une variante, avec un autre suffixe, du toponyme gaulois Alesia ou Alisia « falaise », qui a donné Alise en Côte-d'Or. Mais Ernest Nègre l'interprète comme Alatea villa, d'un nom d'homme germanique Alateus : « le domaine d'Alateus ».

### Époque contemporaine
La commune a fusionné avec Saraz le 1er janvier 2025 pour créer la commune nouvelle d'Éternoz-Vallée-du-Lison en tant que commune déléguée à la suite d'un arrêté préfectoral du 18 septembre 2024.

## Politique et administration
| Période                                  | Période       | Identité           | Étiquette | Qualité               |
| ---------------------------------------- | ------------- | ------------------ | --------- | --------------------- |
| mars 1953                                | mars 1971     | Joseph Cœurdevey   |           |                       |
| mars 1971                                | mars 1989     | Roland Garnier     |           |                       |
| mars 1989                                | mars 2001     | Bernard Cœurdevey  |           |                       |
| mars 2001                                | mars 2007     | Jean Bourgeois     |           |                       |
| mars 2007                                | mars 2008     | Paul Vieille       |           |                       |
| mars 2008                                | mai 2020      | Bernard Saulnier   | MoDem     | Agriculteur           |
| mai 2020                                 | décembre 2024 | Christophe Garnier | DVG       | Ingénieur territorial |
| Les données manquantes sont à compléter. |               |                    |           |                       |

## Démographie
L'évolution du nombre d'habitants est connue à travers les recensements de la population effectués dans la commune depuis 1793. Pour les communes de moins de 10 000 habitants, une enquête de recensement portant sur toute la population est réalisée tous les cinq ans, les populations de référence des années intermédiaires étant quant à elles estimées par interpolation ou extrapolation. Pour la commune, le premier recensement exhaustif entrant dans le cadre du nouveau dispositif a été réalisé en 2005.

En 2022, la commune comptait 325 habitants, en évolution de −3,56 % par rapport à 2016 (Doubs : +1,88 %, France hors Mayotte : +2,11 %).
| 1793 | 1800 | 1806 | 1821 | 1831 | 1836 | 1841 | 1846 | 1851 |
| ---- | ---- | ---- | ---- | ---- | ---- | ---- | ---- | ---- |
| 442  | 389  | 447  | 474  | 418  | 480  | 481  | 497  | 527  |

| 1856 | 1861 | 1866 | 1872 | 1876 | 1881 | 1886 | 1891 | 1896 |
| ---- | ---- | ---- | ---- | ---- | ---- | ---- | ---- | ---- |
| 482  | 449  | 461  | 445  | 459  | 457  | 476  | 416  | 380  |

| 1901 | 1906 | 1911 | 1921 | 1926 | 1931 | 1936 | 1946 | 1954 |
| ---- | ---- | ---- | ---- | ---- | ---- | ---- | ---- | ---- |
| 352  | 368  | 368  | 356  | 355  | 311  | 308  | 289  | 286  |

| 1962 | 1968 | 1975 | 1982 | 1990 | 1999 | 2005 | 2006 | 2010 |
| ---- | ---- | ---- | ---- | ---- | ---- | ---- | ---- | ---- |
| 281  | 219  | 333  | 324  | 295  | 288  | 324  | 324  | 341  |

| 2015 | 2020 | 2022 | - | - | - | - | - | - |
| ---- | ---- | ---- | - | - | - | - | - | - |
| 337  | 322  | 325  | - | - | - | - | - | - |

## Économie
Artisans et gîtes d'étapes existent sur la commune, ainsi que 14 exploitations agricoles, dont un presseur de pommes et une productrice d'escargots. Il est possible de réaliser des randonnées le long du Lison et des environs.

## Culture locale et patrimoine

### Lieux et monuments
- L'église d'Éternoz, sous le vocable de saint Laurent, date de 1804. Elle est composée d'une nef unique et d'un clocher à dôme rond.
- L'église de la Nativité-de-Saint-Jean-Baptiste d'Alaise.
- L’église de Coulans-sur-Lison[28] dont le chœur est du XIVe siècle mais la nef à 2 travées a été reconstruite de 1776 à 1780.
- Le réservoir de Doulaize, à toit de lauzes (« laves »)
- Les gorges du Haut Lison à visiter grâce au chemin de randonnée qui les longe (variante du GR 590)
- Les nombreuses cascades des affluents du Lison : 
  - cascade de la Vau au village d'Éternoz
  - cascade de l'Œil de Bœuf à Coulans
  - saut du ruisseau de Goële à Chiprey
- Les nombreux belvédères sur la vallée du Lison (voir liste)

Éternoz
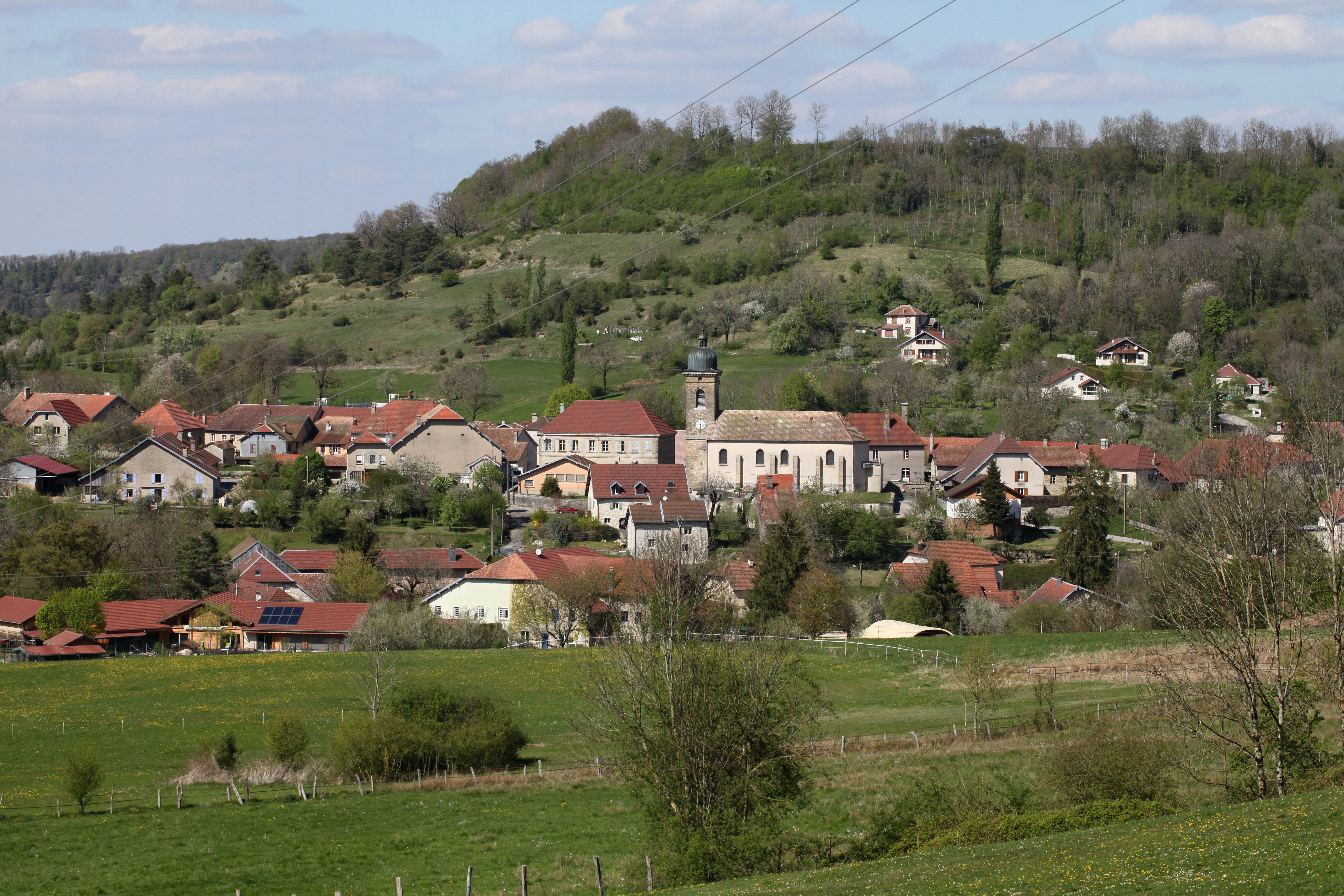
Vue d'Éternoz.
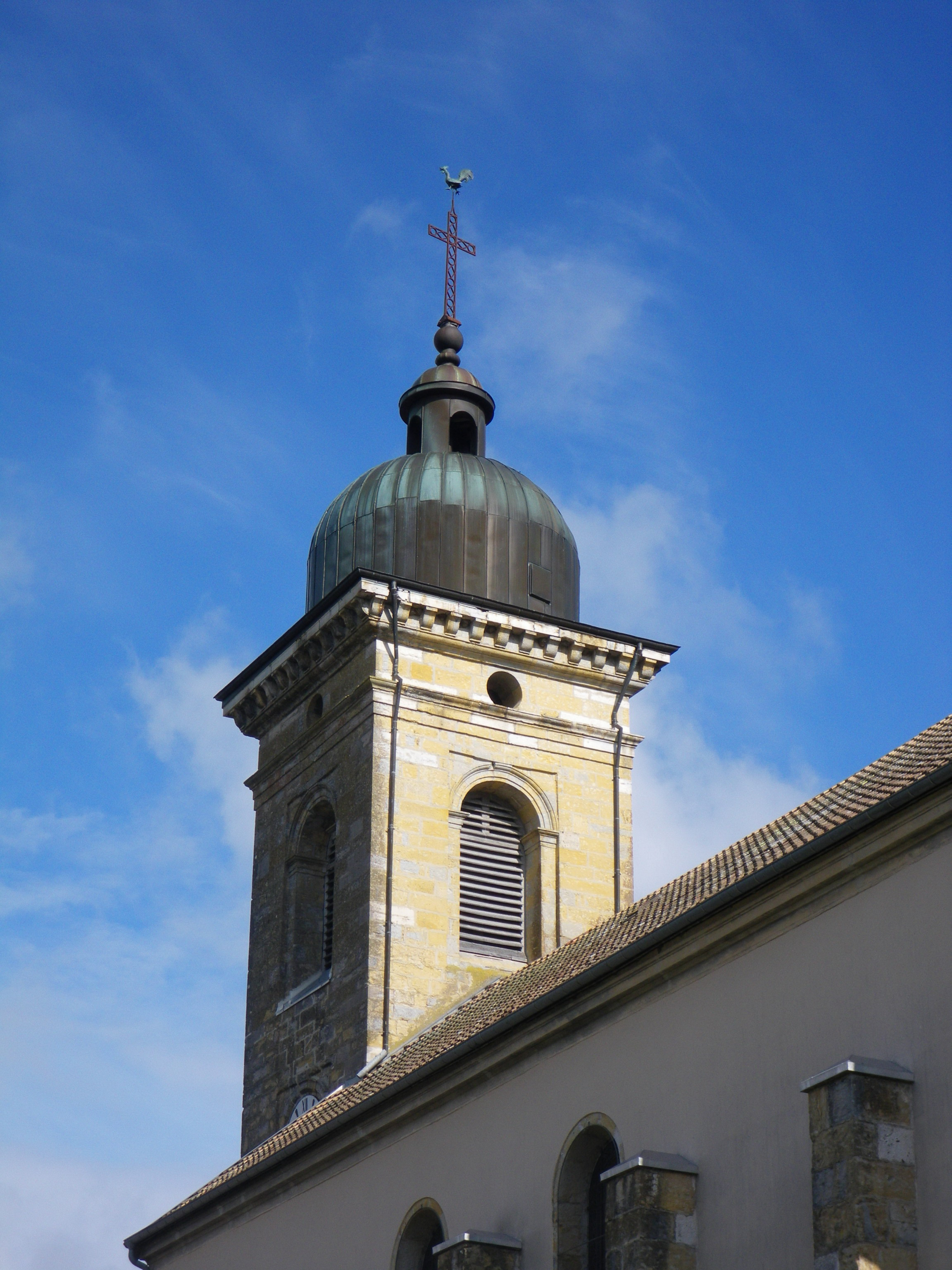
Clocher d'Éternoz.
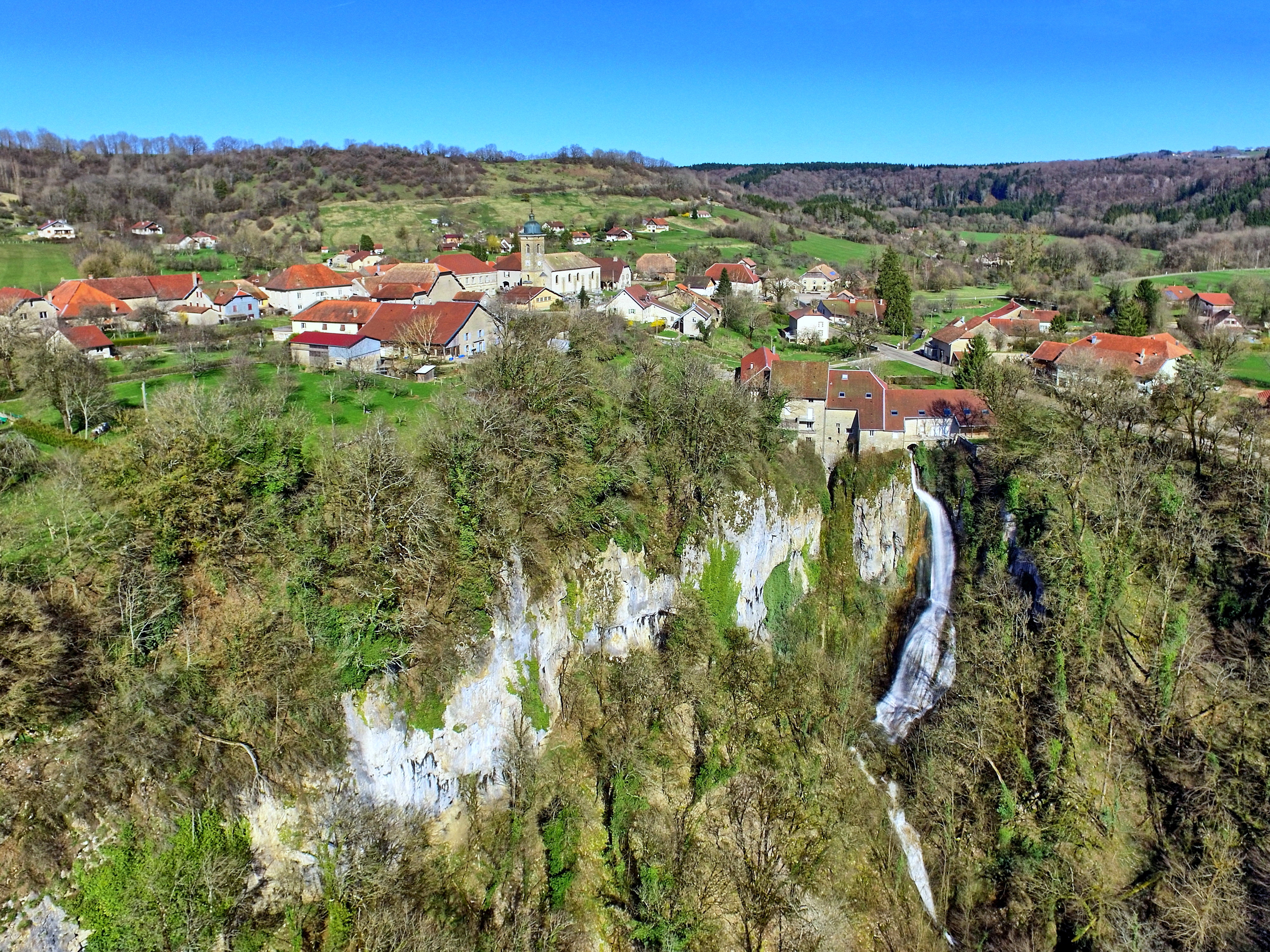
Le village et la cascade de la Vau.
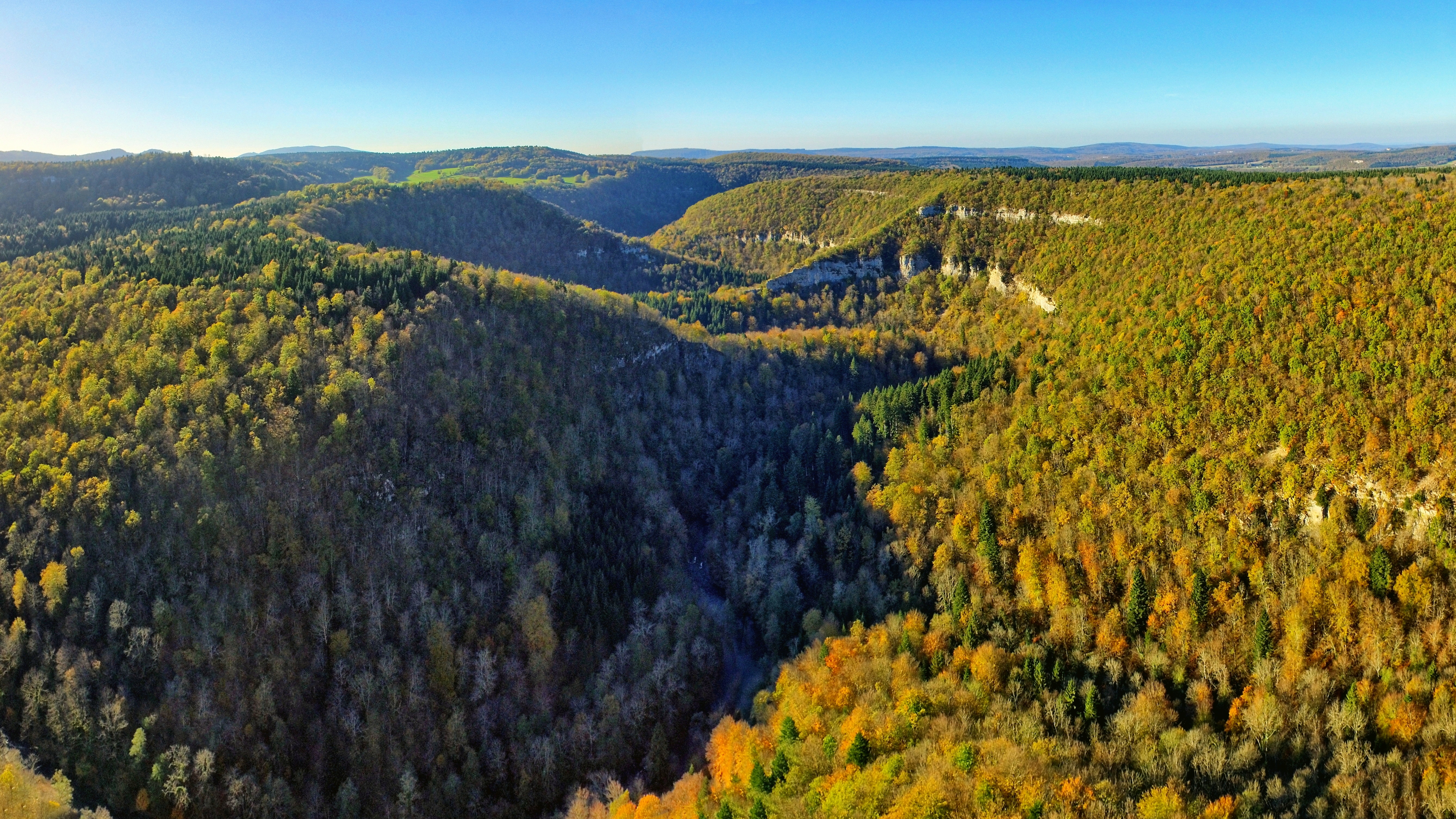
Les gorges du Lison.

Alaise
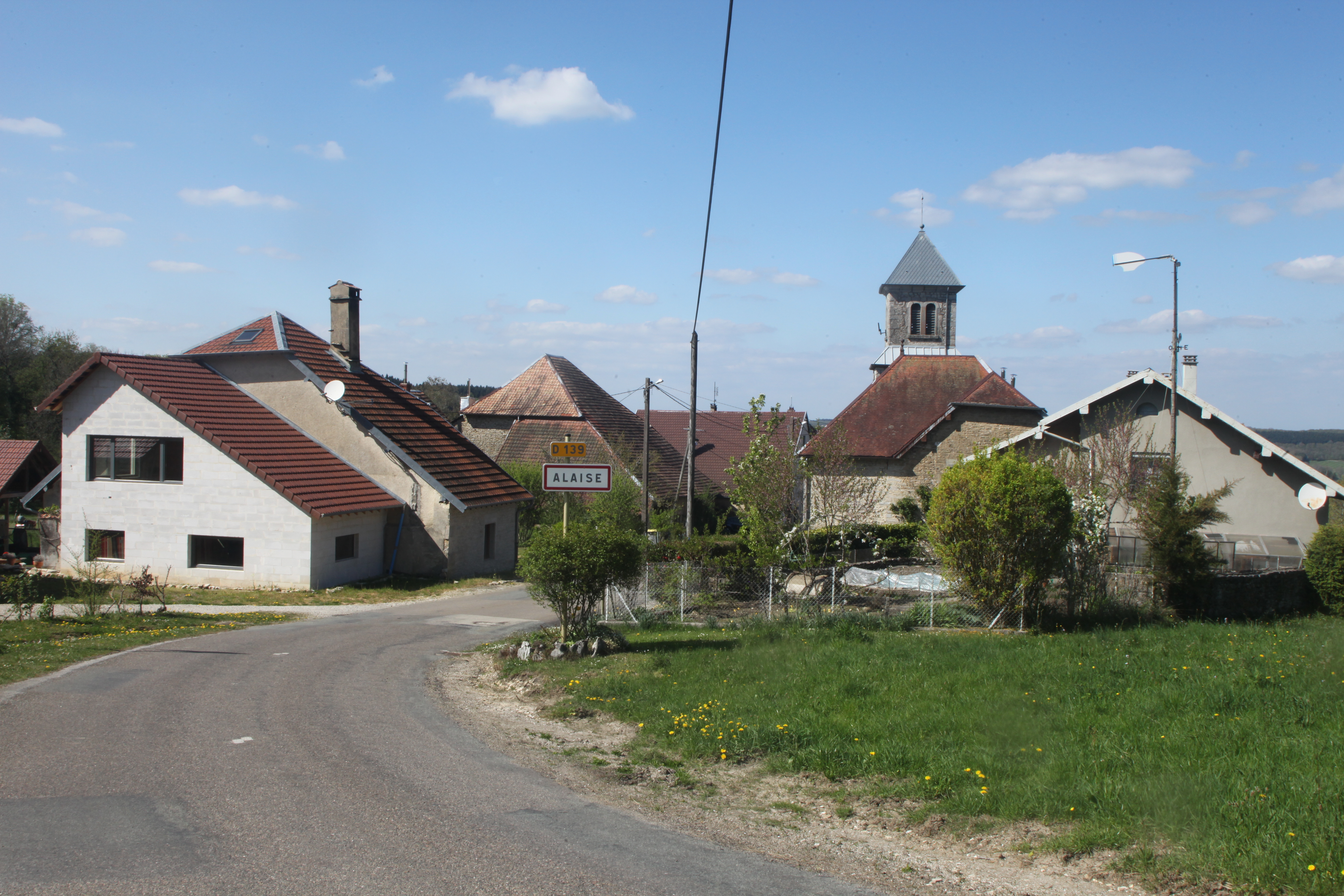
Entrée d'Alaise.
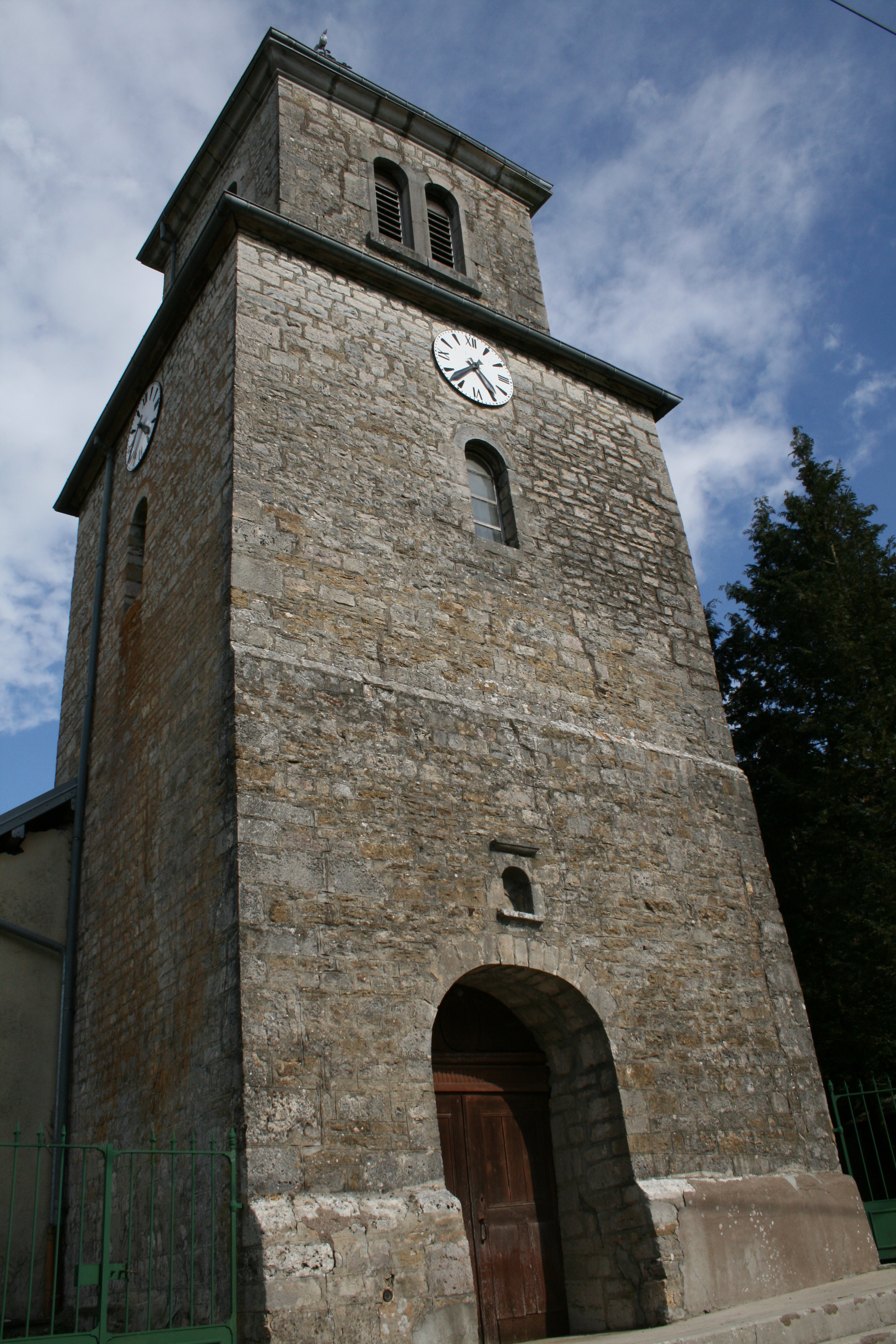
Vue du clocher d'Alaise.
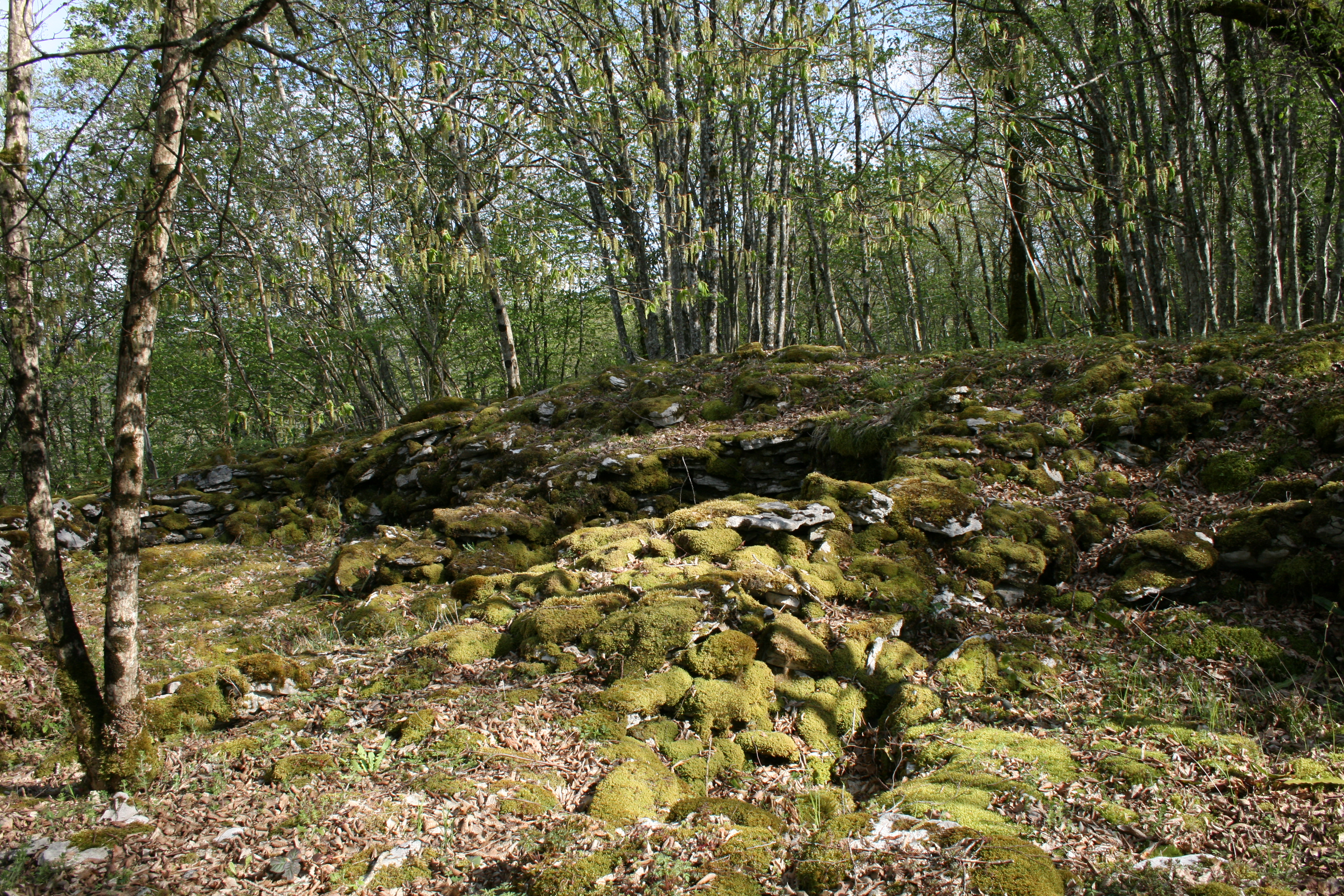
Rempart lieu-dit le Châtaillon à Alaise.
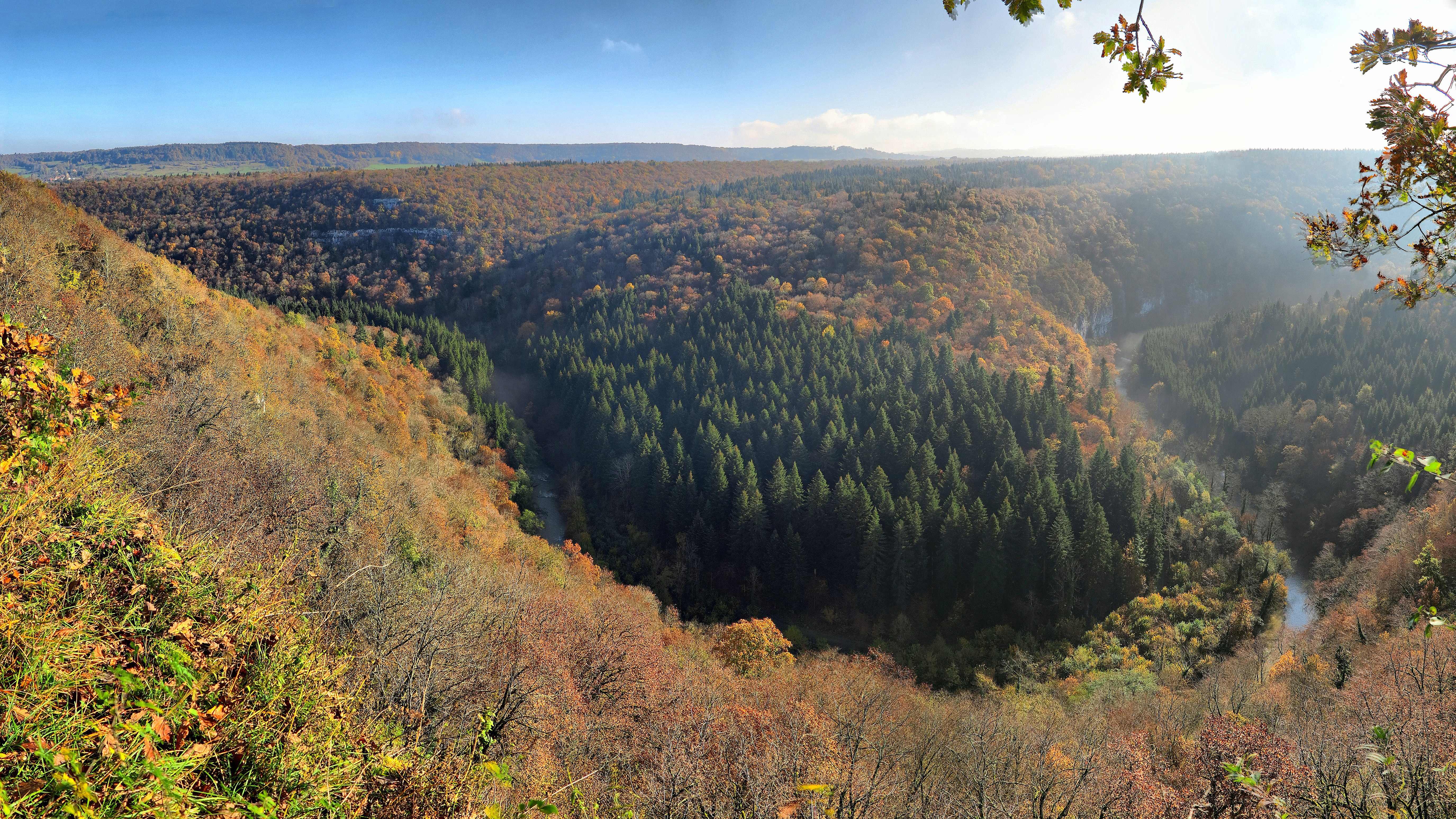
Belvédère sur la vallée du Lison.

Coulans-sur-Lizon
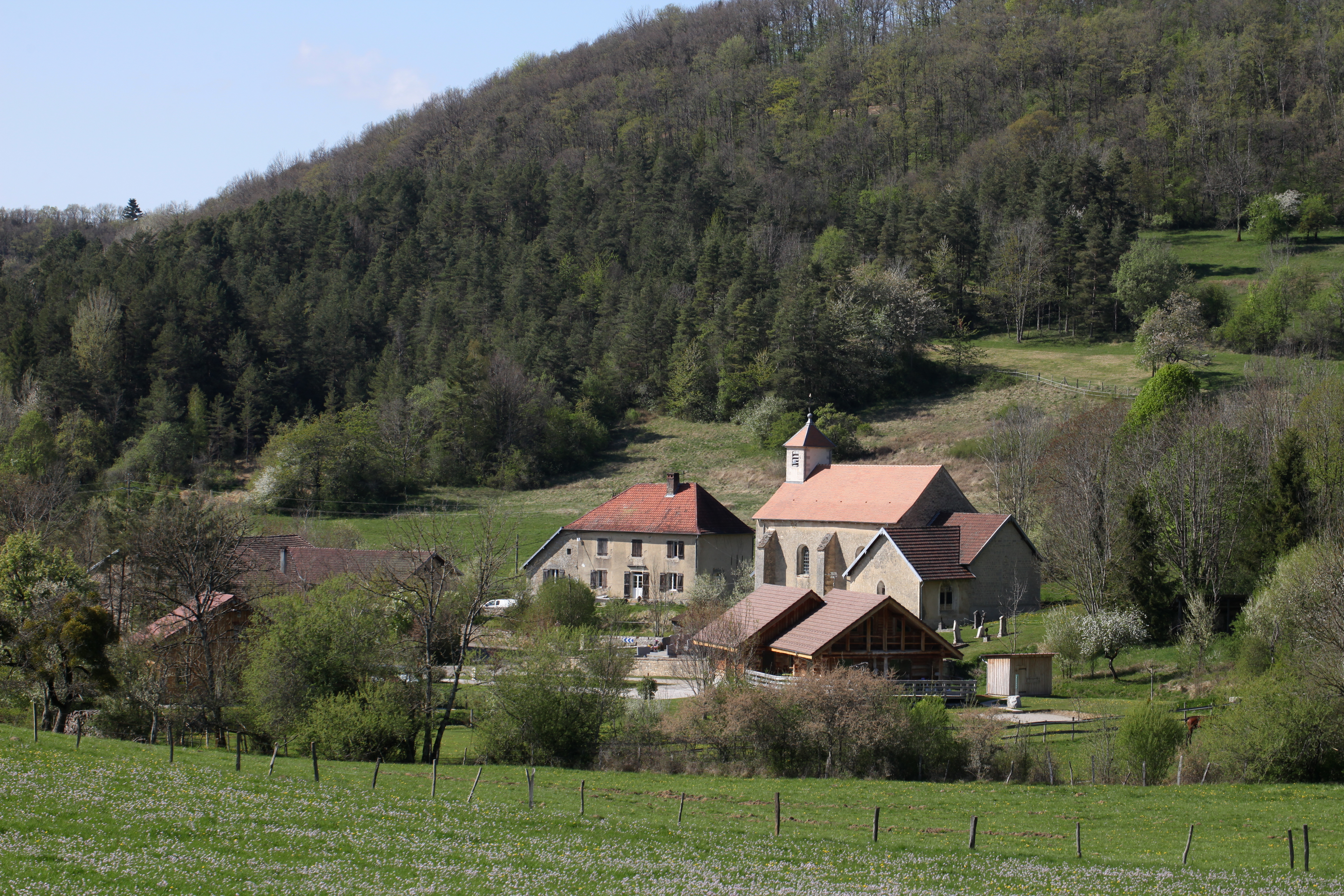
Coulans-sur-Lison.
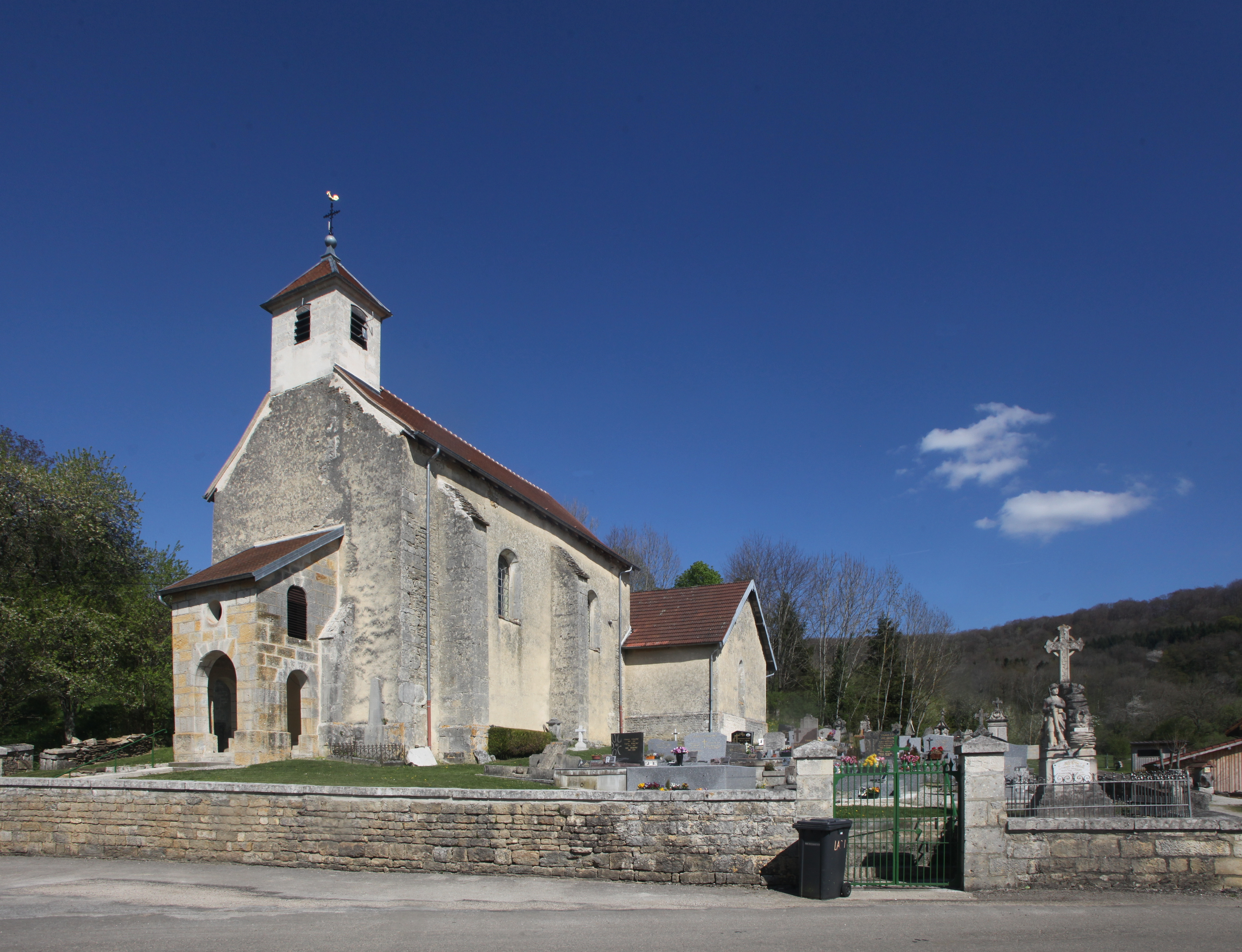
Église de Coulans-sur-Lison.
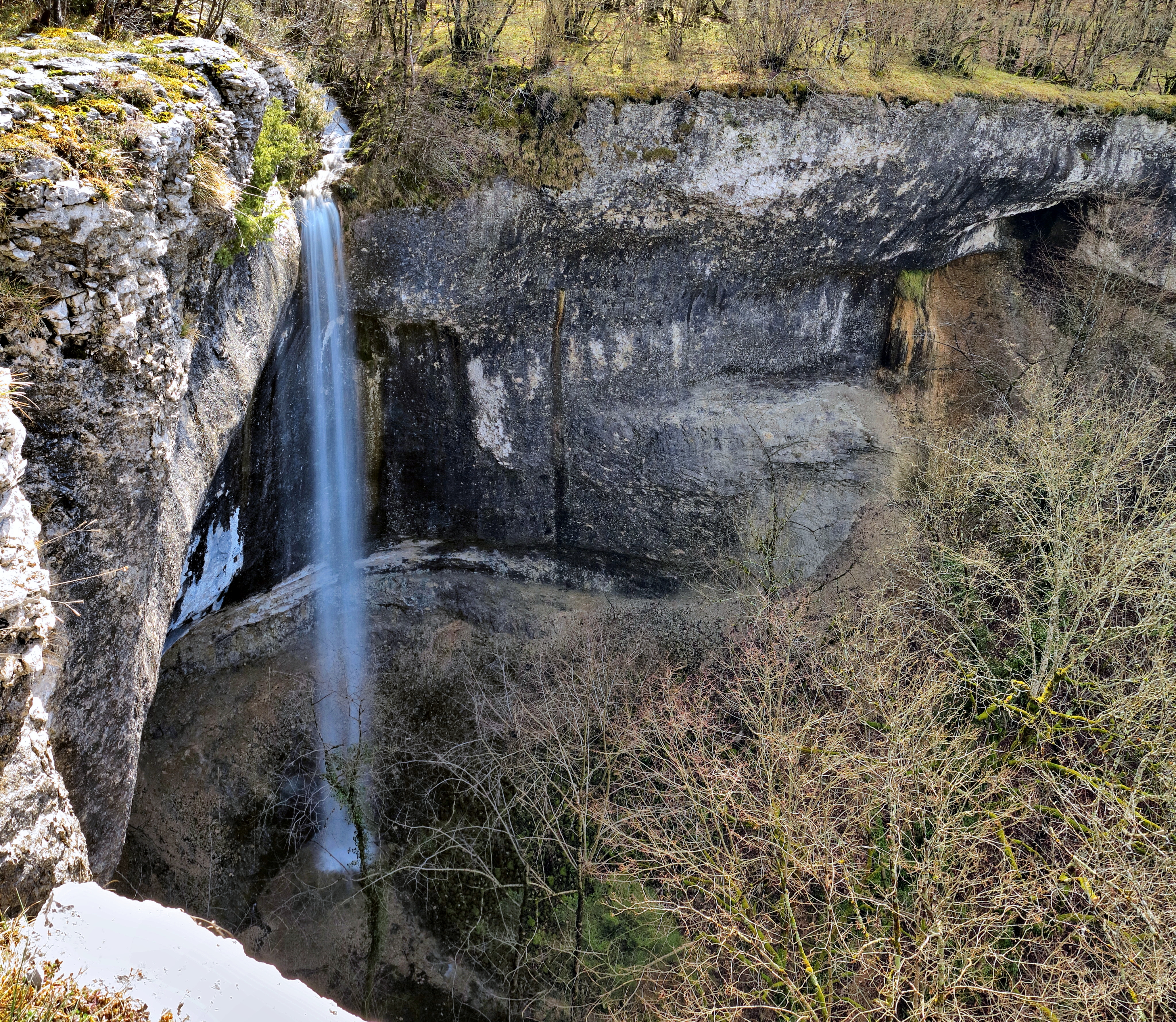
Le grand saut de l'Œil de Bœuf.

Doulaize
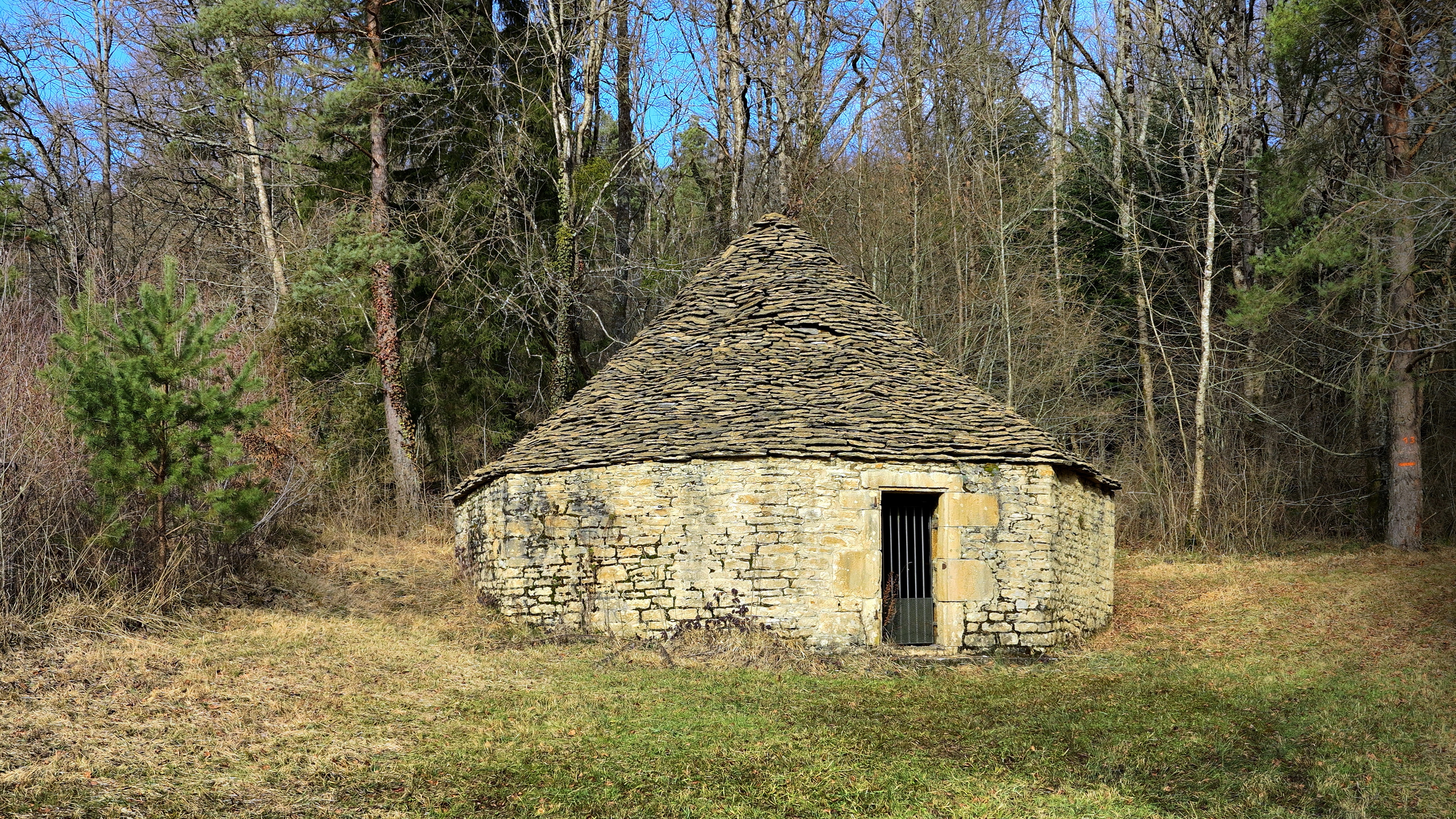
Le réservoir au toit de lauzes.
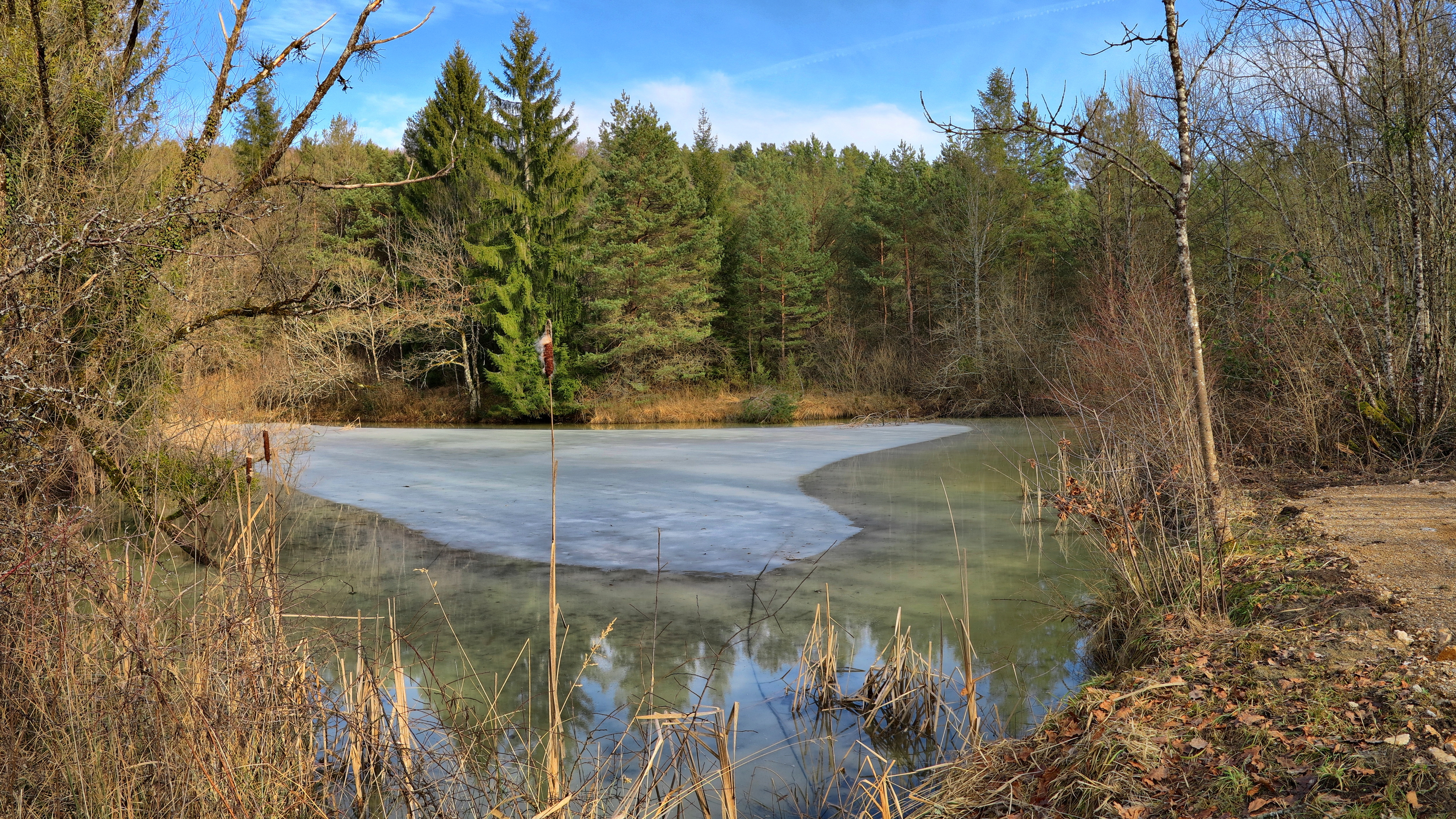
L'étang gelé.

Refranche
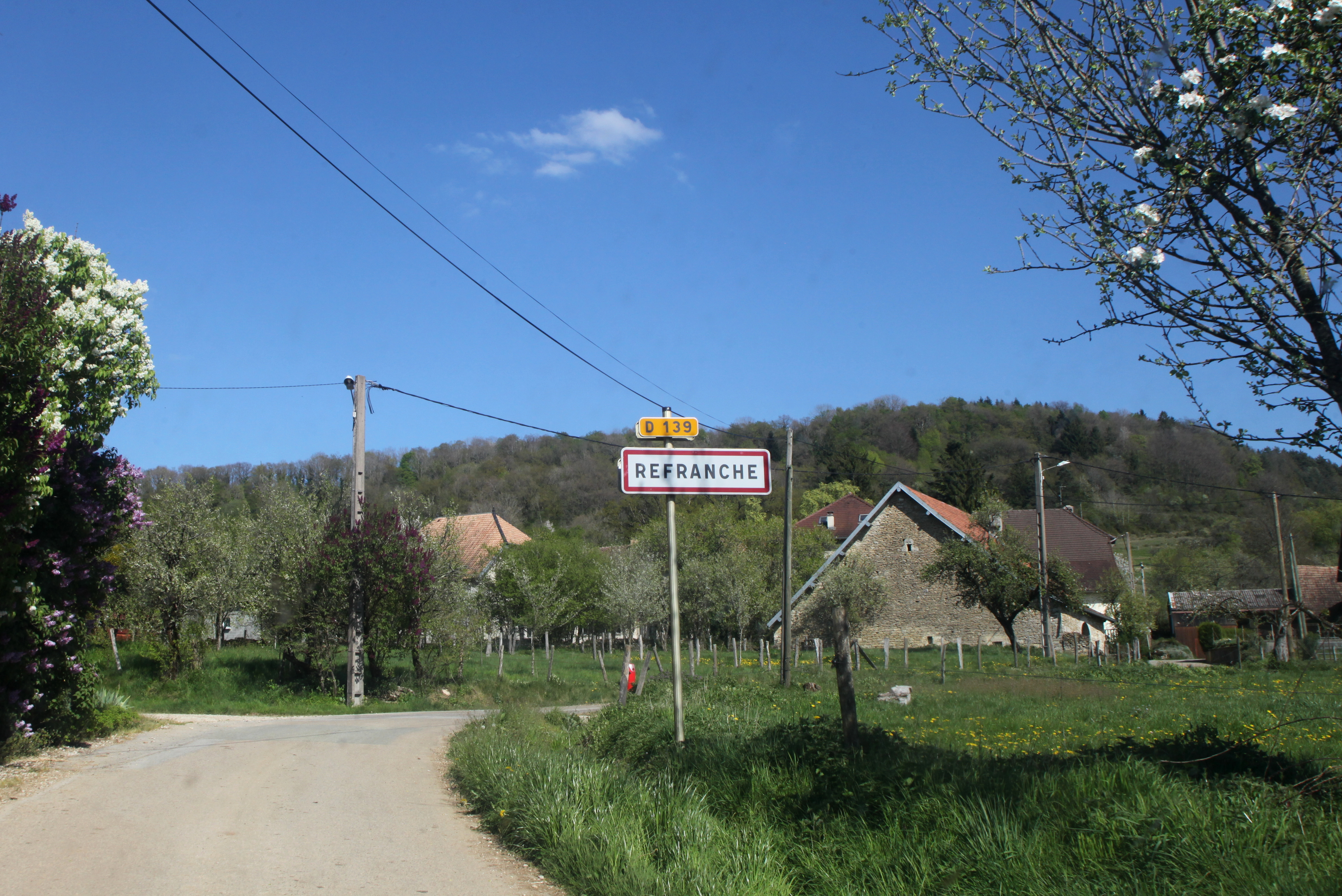
Vue de Refranche.
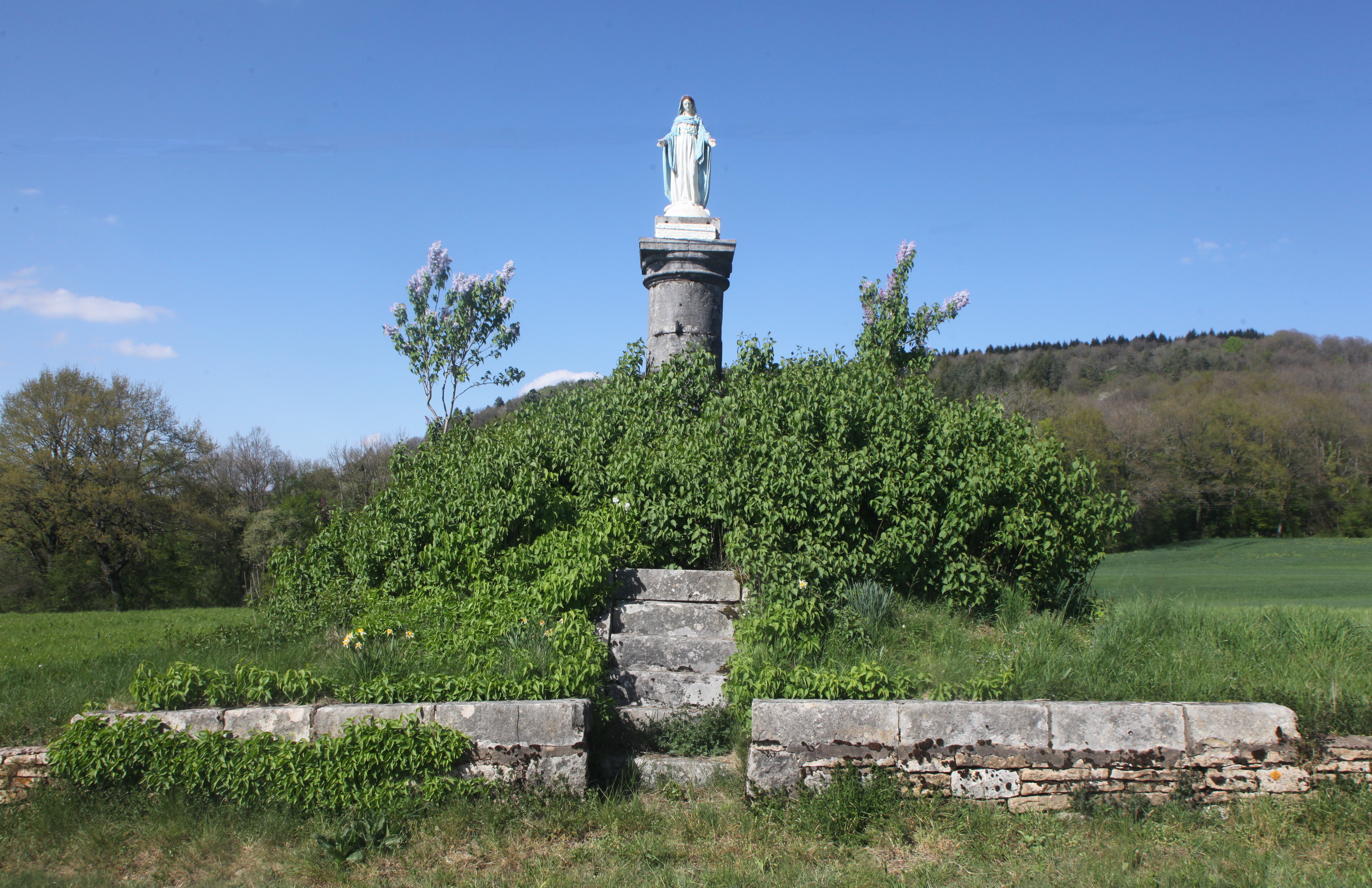
Vierge à Refranche.
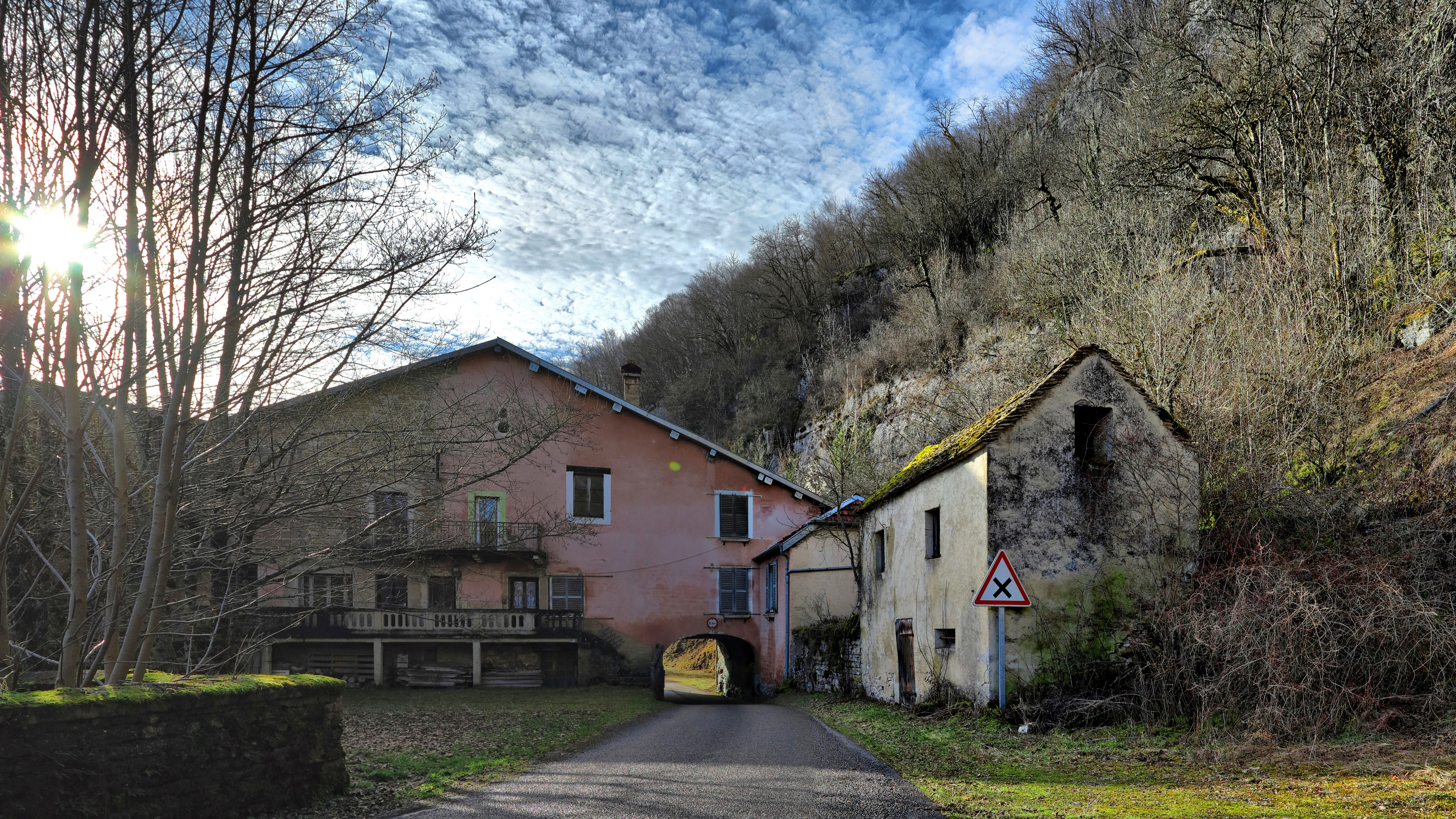
Le moulin de Chiprey.
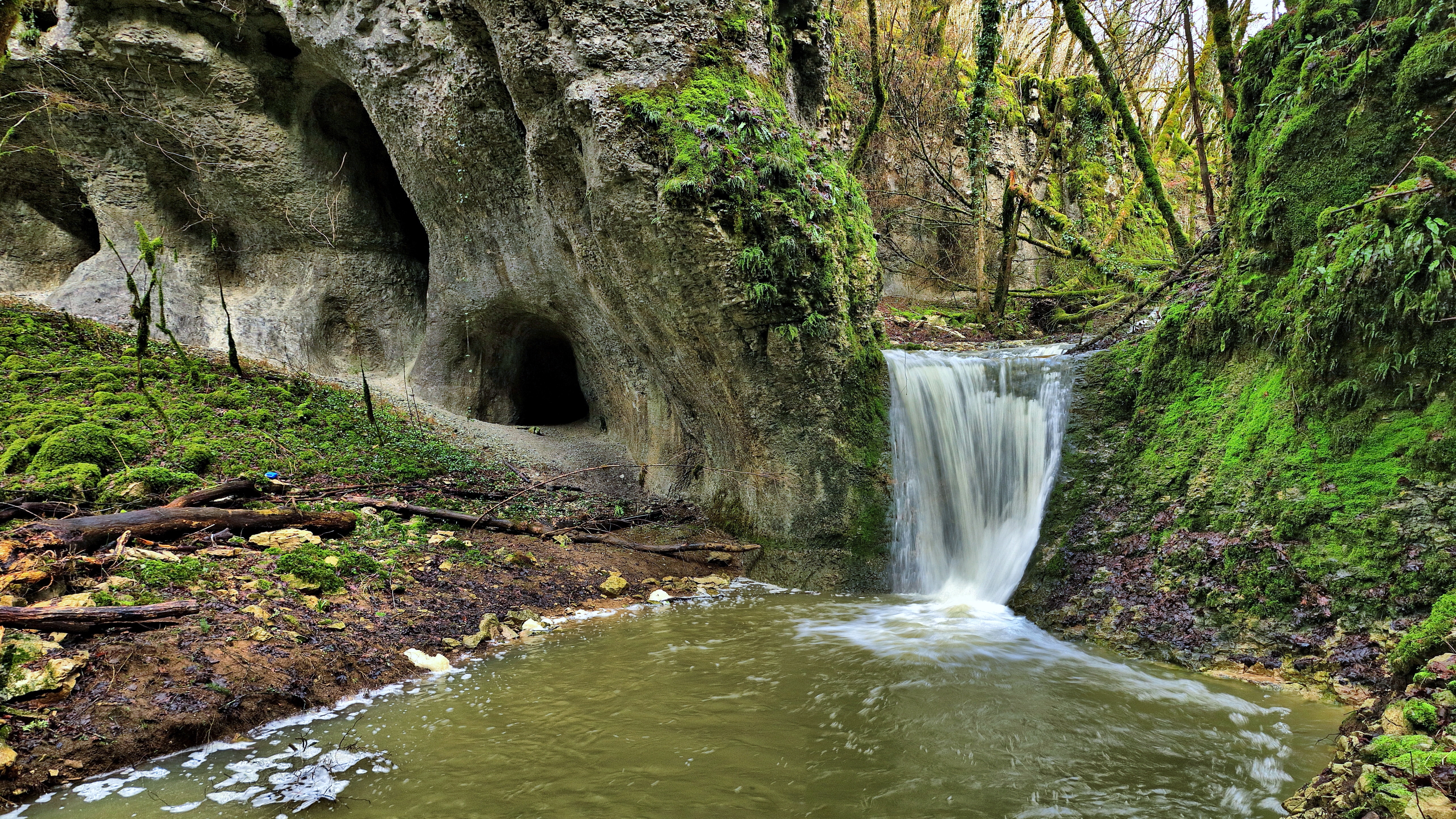
Le saut du ruisseau de Goële.

### Personnalités liées à la commune
- Alphonse Delacroix (1807-1878), le premier à soutenir la thèse Alaise = Alésia contre Napoléon III (voir son buste à Alaise).
- Auguste Castan.
- Jules Quicherat (1814-1882), professeur à l'École des chartes, soutien de l'Alésia séquane.
- Georges Colomb (1856-1945), soutien de la thèse Alaise = Alésia (voir son buste à Myon).
- Emmanuelle Garnier(née en 1964), actuelle Présidente de l'Université Jean Jaurès de Toulouse, est originaire de Doulaize, commune associée à Éternoz.

### Héraldique

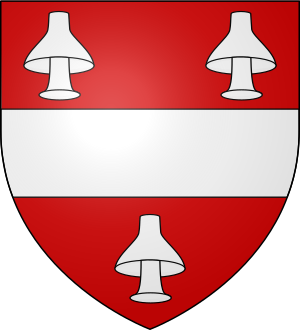
Blason de la famille d'Esterno.

La famille d'Éternoz (olim Esterno) portait pour armes : « De gueules à la fasce d'argent accompagnée de trois arrêts de lance du même » et avait pour devise « Esterno ab aeterno »,.